# Remote Desktop Services
Los Servicios de Escritorio Remoto (del inglés Remote Desktop Services), antiguamente conocido como Servicios de Terminal (o Terminal Services) son un componente de los sistemas operativos Windows que permite a un usuario acceder a las aplicaciones y datos almacenados en otro ordenador mediante un acceso por red.

## Historia
Basado en el protocolo de escritorio remoto (Remote Desktop Protocol o también conocido como RDP) aparece por primera vez en Windows NT 4.0 (Terminal Server Edition). Los productos Windows 2000 Server, Windows 2000 Advanced Server, Windows 2000 Datacenter Server, Windows Server 2003 y Windows Server 2008 han introducido algunas mejoras y funcionalidades nuevas. Microsoft proporciona el software cliente para todas las versiones de Windows 32 bits y para Mac OS X de Apple.

## Características
El uso de los servicios de terminal requiere de tres componentes:
- 1-Servidor de Terminal Server.
- 2-Cliente de Terminal Server.
- 3-Protocolo de escritorio remoto.

La instalación de dicho componente no supone mayor problema ya que se incorpora en los sistemas operativos, aunque sí que es algo diferente en Windows 2000 y 2003. Podemos distinguir dos tipos de instalación: 
- 1-Modo Administración remota: proporciona acceso remoto a los servidores por parte de los administradores. Soporta, además de la sesión de consola, dos sesiones más, sin tener que pagar ninguna licencia extra
- 2-Modo Servidor de Aplicaciones: permite el acceso simultáneo por parte de varios clientes remotos. En este caso sí será necesario adquirir licencias de terminal.

## Incidencias
A lo largo de su historia los Servicios de Escritorio Remoto, han presentado una serie de incidencias, de las cuales las más importantes han sido las siguientes:
- El 14 de mayo de 2019 y, temiendo un ataque similar a WannaCry, Microsoft emitió un parche de seguridad incluso para sistemas operativos ya descontinuados, como Windows XP.[1] La vulnerabilidad crítica, catalogada como CVE-2019-0708,[3] afecta solamente la fase de preautenticación y sin relación alguna con el RDP.[4]